# بیدو (دشتستان)
بیدو، روستایی است از توابع بخش ارم در شهرستان دشتستان استان بوشهر ایران.

## جمعیت
این روستا در دهستان ارم قرار داشته و براساس سرشماری سال ۱۳۸۵ جمعیت آن ۱۹۲نفر (۴۳خانوار) می‌باشد.